# Bahía de las Islas (Nueva Zelanda)
La bahía de las Islas es una zona situada en la costa oriental del distrito del Extremo Norte de la isla Norte de Nueva Zelanda. Es uno de los destinos de pesca, navegación y turismo más populares del país, y ha sido reconocido internacionalmente por su pesca de altura desde que el autor estadounidense Zane Grey lo dio a conocer en la década de 1930. Está a 60 km al noroeste de la ciudad de Whangarei. El cabo Reinga, en el extremo norte del país, está a unos 210 km por carretera más al noroeste.

## Geografía
La bahía en sí es un sistema de valles inundados de forma irregular de 16 km de ancho, 260 km2 y un puerto natural. Contiene 144 islas, de las cuales la mayor es Urupukapuka, y numerosas penínsulas y ensenadas. Las tres mayores son la ensenada de Waikare, en el sur, y las de Kerikeri y Te Puna (Mangonui), en el noroeste. La península de Purerua, al norte de la ensenada de Te Puna, separa la parte noroeste de la bahía del océano Pacífico, y la península de Cape Brett se adentra 10 km en el océano en el extremo oriental de la bahía. La mayor ciudad es Kerikeri, seguida de Paihia. La pequeña ciudad de Russell está situada en el extremo de una corta península que se adentra en la bahía desde el sureste.

## Historia

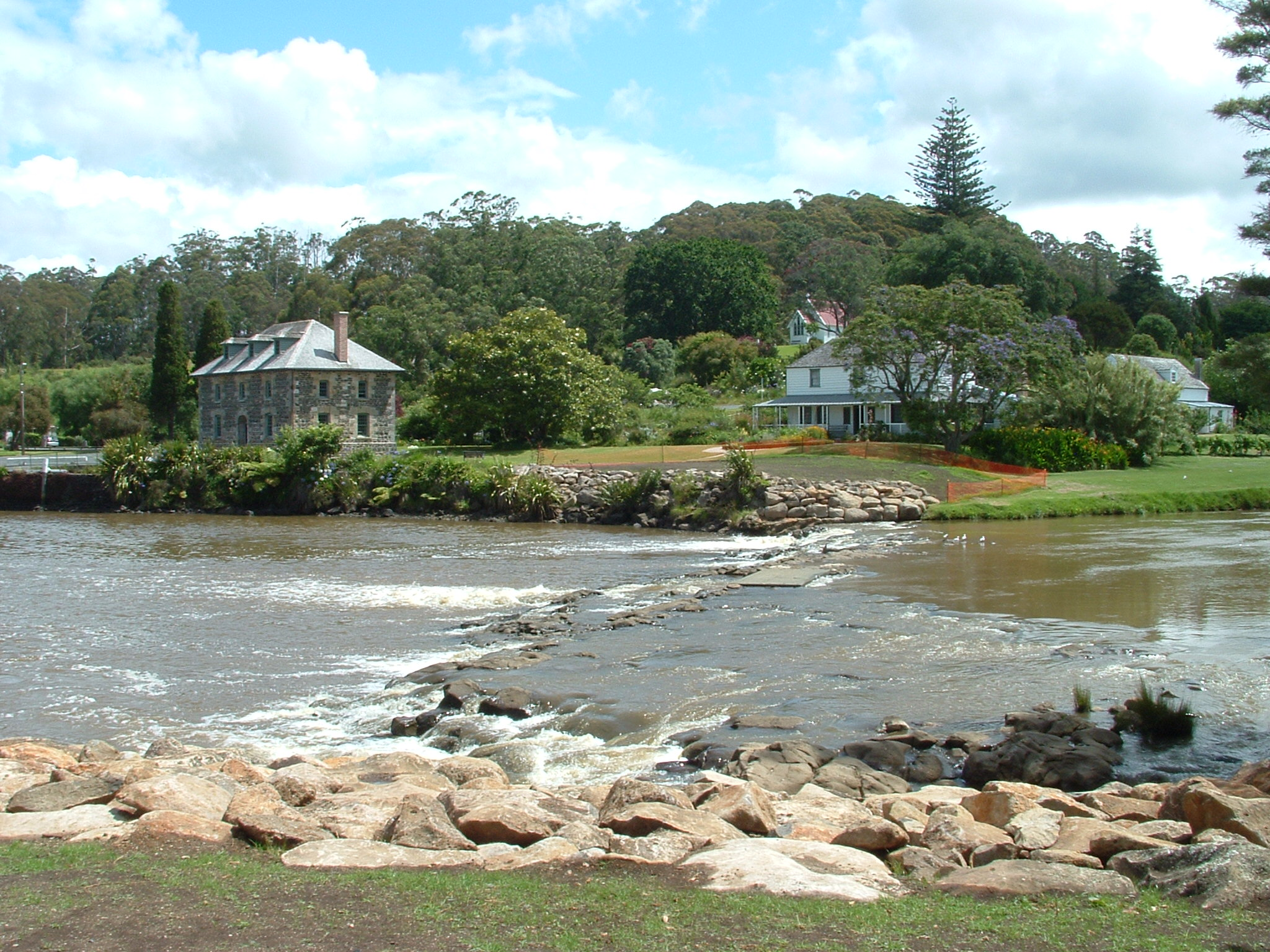
Kerikeri

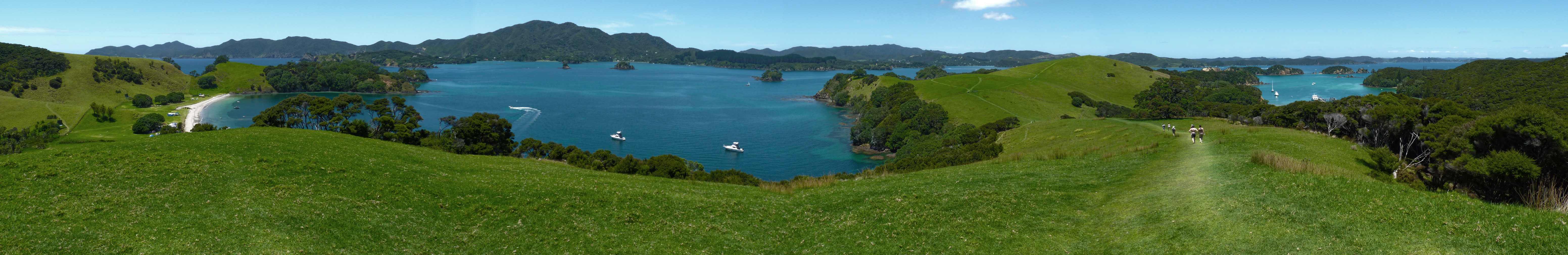
Isla de Urupukapuka

Hace unos 700 años, la Mataatua, una de las grandes canoas migratorias maoríes que viajaron a Nueva Zelanda desde Hawaiki, fue conducida hasta la bahía de las Islas (desde la bahía de Plenty) por Puhi, un progenitor de la iwi (tribu) Ngāpuhi, que hoy es la mayor del país. Los maoríes se asentaron y multiplicaron por toda la bahía y en varias de sus numerosas islas para establecer diversas tribus, como la Ngāti Miru de Kerikeri. Muchos maoríes notables nacieron en la bahía de las Islas, como Hone Heke, que cortó varias veces el asta de la bandera en Kororāreka (Russell) para iniciar la Guerra del Asta de la Bandera.
Muchos de los asentamientos maoríes desempeñaron posteriormente un papel importante en el desarrollo de Nueva Zelanda, como Okiato (la primera capital de la nación), Waitangi (donde se firmaría más tarde el Tratado de Waitangi) y Kerikeri, (que fue un importante punto de partida para los maoríes del interior que se dirigían al mar, y más tarde sede de la primera estación misionera permanente del país). Algunas de las islas también se hicieron notables, como Motu Apo (isla de Te Pahi), donde 60 personas del jefe Te Pahi fueron asesinadas como venganza después de que se le acusara erróneamente de ser responsable de la masacre de Boyd en Whangaroa.
El primer europeo que visitó la zona fue el capitán Cook, que dio nombre a la región en 1769. La bahía de las Islas fue la primera zona de Nueva Zelanda en ser colonizada por los europeos. Los balleneros llegaron a finales del siglo XVIII, mientras que los primeros misioneros se instalaron en 1814. El primer niño europeo de pura cepa del que se tiene constancia, Thomas King, nació en 1815 en la bahía de Oihi, en la bahía de las islas. (Se ha afirmado sin fundamento que una niña europea nació antes en el asentamiento de Dusky Sound, en la Isla del Sur).
La bahía cuenta con muchas ciudades históricas interesantes, como Paihia, Russell, Waitangi y Kerikeri. Russell, antes conocida como Kororāreka, fue el primer asentamiento europeo permanente en Nueva Zelanda, y data de principios del siglo XIX. Kerikeri contiene muchos lugares históricos del primer asentamiento colonial europeo en el país. Entre ellos se encuentra la Mission House, también llamada Kemp House, que es la estructura de madera más antigua que sigue en pie en Nueva Zelanda. El Stone Store, un antiguo almacén, es el edificio de piedra más antiguo de Nueva Zelanda, cuya construcción se inició el 19 de abril de 1832.
La bahía de las islas fue visitada en el siglo XIX por barcos cazadores de focas y balleneros que cazaban en el océano alrededor de Nueva Zelanda, a menudo haciendo trueques con las iwi locales para reabastecerse de patatas y carne de cerdo locales. En diciembre de 1835, Charles Darwin visitó la bahía de las Islas en el HMS Beagle. En febrero de 1840, algunos miembros de la Expedición Exploradora de Estados Unidos estuvieron presentes en la firma inicial del Tratado de Waitangi en Waitangi.
En un estudio realizado en 2006, se descubrió que la bahía de las Islas tiene el segundo cielo más azul del mundo, después de Río de Janeiro.
En 2019 se introdujo en la bahía de las Islas una nueva embarcación rápida fabricada por el Grupo Explore para llevar a los visitantes al Hole in the Rock a toda velocidad. El medio de transporte diario tiene capacidad para 30 pasajeros y hace varios recorridos durante el día.

## Cream Trip
En 1886, Albert Ernest Fuller botó el velero Undine en la bahía de las Islas para llevar suministros de carbón a las islas de la Bahía. Con la instalación de un motor a principios del siglo XX, Fuller pudo llevar el carbón y los suministros esenciales a comunidades tan lejanas como el Cabo Brett.
En 1927, Fuller adquirió el Cream Trip de Eddie Lane, con las instalaciones a bordo para el transporte entre las islas, y en la década de 1960, el Bay Belle, recién puesto en servicio, inició este recorrido.
Aunque un catamarán moderno realiza ahora esta ruta histórica del Cream Trip original, el Bay Belle sigue transportando a visitantes y lugareños entre Paihia y Russell durante todo el día.